# Lika (langue)
Pour les articles homonymes, voir Lika.
Le lika (lilikó en lika) est une langue bantoue parlée en République démocratique du Congo dans la province Orientale par le peuple lika.

## Écriture
Un alphabet a été développé par le Projet de traduction de la Bible et d’alphabétisation en langue lika.
| a | b | bh | d | dh | e | ɛ | f | g | gb | gy | h | i | ɨ | k | kp | ky | l | m | mb | n | nd | ng | ngb | ngy | ny | nz | o | ɔ | p | s | t | u | ʉ | v | w | y | z |

Le ton est uniquement indiqué lorsqu’il est absolument nécessaire ou pour faciliter la lecture : le ton haut est indiqué avec l’accent aigu et le ton bas sans signe diacritique.